# Centrophorus moluccensis
Il centroforo pinna piccola (Centrophorus moluccensis Bleeker, 1860) è un piccolo squalo di acque profonde della famiglia dei Centroforidi.

## Descrizione
Può raggiungere una lunghezza massima di 100 cm, ma in genere si aggira intorno agli 80 cm. 
L'esemplare più grande misurato pesava 2,4 kg. È di colore bruno-grigiastro sul dorso e più chiaro sul ventre; i giovani hanno le pinne scure, con i margini chiari. 
Possiede dentelli dermici piccoli e appiattiti. Il muso è lungo e sottile. 
La prima pinna dorsale ha la base corta, mentre la seconda presenta dimensioni molto ridotte; le pettorali hanno le estremità del margine posteriore molto allungate.

## Biologia
Si nutre di pesci ossei, così come di altri piccoli squali dell'ordine degli Squaliformi e di calamari, polpi, gamberetti e tunicati. 
È ovoviviparo e gli embrioni si nutrono solamente di tuorlo. La femmina dà alla luce due piccoli per volta, lunghi circa 31-37 cm. 
Durante la copula il maschio afferra la femmina mordendola sul dorso o sulle pinne.

## Distribuzione e habitat
Il centroforo pinna piccola è stato segnalato nella parte occidentale dell'oceano Indiano al largo del Sudafrica e del Mozambico, e nel Pacifico occidentale al largo di Honshū, in Giappone, Indonesia, Nuove Ebridi, Nuova Caledonia e Australia meridionale. Vive in prossimità del margine esterno della piattaforma continentale e nelle zone superiori della scarpata continentale, sul fondale o nelle sue vicinanze, tra i 125 e gli 823 m di profondità. 

## Rapporti con l'uomo
Viene catturato per essere utilizzato come esca, e per la sua carne, le pinne (di scarsa qualità) e l'olio di fegato (di ottima qualità).